# La vuelta del malón
La vuelta del malón, es una pintura al óleo del pintor argentino Ángel Della Valle, realizada en el año 1892.
Fue el primer cuadro pintado en gran formato que representó la temática indígena en Argentina.